# Сів Бротен Лунде
Сів Бротен Лунде (норв. Siv Bråten Lunde нар. 31 грудня 1960) — норвезька біатлоністка, п'ятиразова призерка чемпіонатів світу з біатлону, у сезоні 1982/1983 фінішувала другою в загальному заліку біатлоністів, пропустивши вперед  тільки свою співвітчизницю Ґрю Оствік.

## Виступи на чемпіонатах світу
| Рік  | Місце проведення | Інд | Спр | Пр | МС | Ест |
| 1984 | Шамоні           | 6   | 6   |    |    | 2   |
| 1985 | Егг-ам-Етцель    | 7   | 12  |    |    | 2   |
| 1986 | Фалун            | 2   | 7   |    |    | 3   |
| 1987 | Лахті            | 6   | 5   |    |    | 3   |

## Загальний залік в Кубку світу
- 1982-1983 — -е місце